# Wilhelm Albert Heinrich von Schönburg
Wilhelm Albert Heinrich von Schönburg (ur. 26 stycznia 1762 w Wechselburgu, zm. 2 września 1815 tamże) – saski dyplomata.
W latach 1779–1781 studiował prawo na uniwersytecie w Lipsku. W 1786 roku rozpoczął Grand Tour po Europie (Londyn, Paryż etc.)
W latach 1807–1813 poseł saski w sztucznie stworzonym przez Napoleona dla swego brata Królestwie Westfalii (tj Hesja-Kassel) w jej stolicy Kassel.